# Обозний польний литовський
Обозний польний литовський — урядник Великого князівства Литовського, основними обов'язками якого були пошук місця для табору, його облаштування, розквартирування військ. Заступник обозного великого литовського.